# 广州钢铁厂铁路专用线
广州钢铁厂铁路专用线，简称广州钢铁厂专用线、广钢专用线、广钢铁路，是原广州钢铁集团（前称“广州钢铁厂”）白鹤洞生产基地配套的铁路专用线，位于中国广东省广州市荔湾区。线路连接广茂铁路和广钢厂区，正线全长约7.025公里。该线于1959年建成通车，自2013年广钢白鹤洞生产基地停产后废弃至今。

## 历史

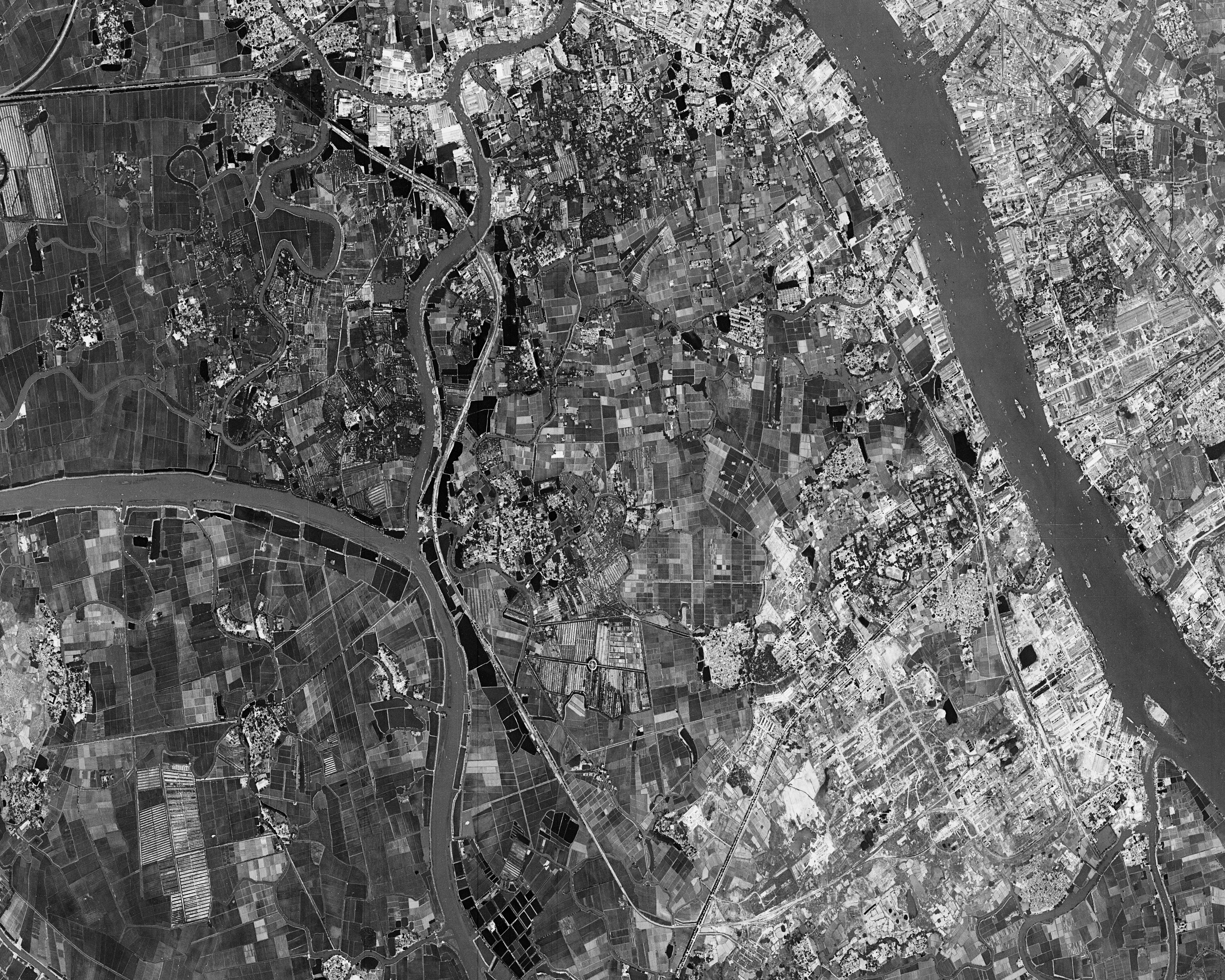
美国利用日冕计划所拍摄的广钢专用线及周边情况（1966年）

在本线建成之前，广钢内部通过连接鹤洞码头和各车间的轻便铁路运输物资，该线路为762mm窄轨，于1958年投入使用。
1958年中国大陆大跃进期间，在大炼钢铁的形势下，广钢专用线项目作为广州市重点工程正式上马。线路为准轨铁路，由广州铁路局设计，于1958年9月正式开工。广铁旗下第三工程队负责桥梁、轨道、通信、信号等专业工程施工，路基土石方及涵渠则由广州市组织机关干部、学生及周边县市民工施工。当年各大专院校师生停课前来支援施工，据统计有超两千名市民参与了是次义务劳动。
1959年底，线路竣工并正式通车。1967年，广州钢铁厂组织对专用线干线进行大修，更换了钢轨和失效枕木，并整修了路基，改善了该线的运输能力。1978年7月，广州钢铁厂将该线收回自管。
1970年代开始，广钢与广东陶瓷工艺品公司、佛山地区的煤炭公司、广州造纸厂、广州造船厂等周边工厂企业签订协议，包括铺设专用线、为其运送及装卸货物等。1989年，广钢与西塱乡联合修建西塱铁路储运场，陆续铺设了4条卸车线，既增加了营收，也缓解了石围塘火车站的压力。1992年1月，广钢的铁路运输公司与广钢签订经营承包协定书。1997年，广钢专用线分出联络线接入广州地铁西朗车辆段。
1993年，广钢对铁路进行电气大修，在东漖站和工厂站安装电气集中装置，结束了人工扳道的历史。
2013年9月，最后一班将炼铁铁水运去高炉炼钢的列车开出后，广钢铁路随广钢停产而闲置至今。

## 设施

### 线路
广钢专用线正线起自广三铁路K1+948处的五眼桥乘降所，五眼桥乘降所建于1958年9月。专用线向东南跨越花地河后，在东漖设东漖工业站，然后继续向东南到达白鹤洞广钢厂区中部。
广钢专用线启用后，为适应生产经营工作的需要，场内陆续修铺了多条分支线路，同时亦对1958年修建的窄轨铁路进行拆除改造，使得广钢内部逐渐形成了较为完善的铁路运输网。截至1997年，广钢专用线主线长7.025公里；加上厂区内站线及走行线后，总长达到23.4公里。

### 花地河大桥
花地河大桥是广钢铁路跨越花地河的重要配套设施，于1957年开始设计，1958年11月竣工。当时为杉木制便桥，通车后发现未达设计要求，故列车行经时需限速限重。1961-1963年间，便桥两度出现木材腐朽，并屡次出现梁柱断裂等问题，极大影响铁路运输。故广钢1964年委托广州铁路局设计并在原处建设钢筋混凝土结构的半永久性桥梁，同年10月竣工通车。花地河大桥的桥梁钢板是从国铁某桥梁拆卸下来的多曼朗公司制钢板，已有超百年历史。
钢筋混凝土结构桥建成通车后，桥梁墩台基础却出现下沉情况，且随着12年的使用年限来临，广钢于1985年再度对大桥进行加固大修。该工程于1989年竣工，原桥加固在当时尚属首创。1993年，再对该桥东端路堤砌石加固。
广钢铁路停用后，花地河大桥被作为人行便桥使用。2022年7月，被列入第七批广州市历史建筑名单。

### 机车

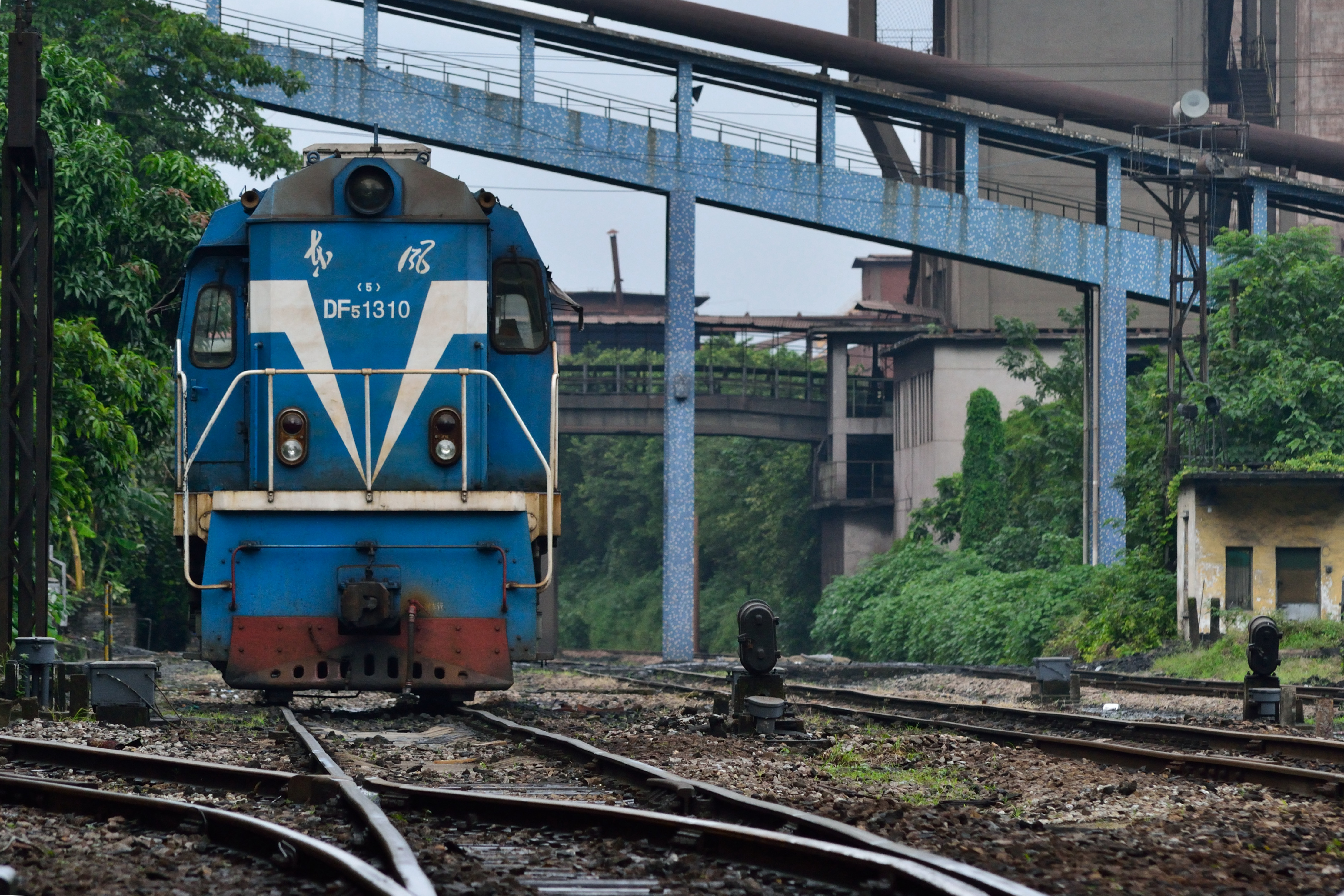
广钢专用线上的内燃机车（2013年7月）

广钢集团最初在1959年购置了2台波兰制蒸汽机车和9辆车卡。1972年，首次从唐山机车厂购进1台国产上游型蒸汽机车；1990年，首次从长沙重型机器厂购进1台JMY380型内燃机车。
2004年8月，广钢集团最后一辆蒸汽机车——上游型0734号机车正式退役。该车同时为广东省最后一辆蒸汽机车。

## 现状

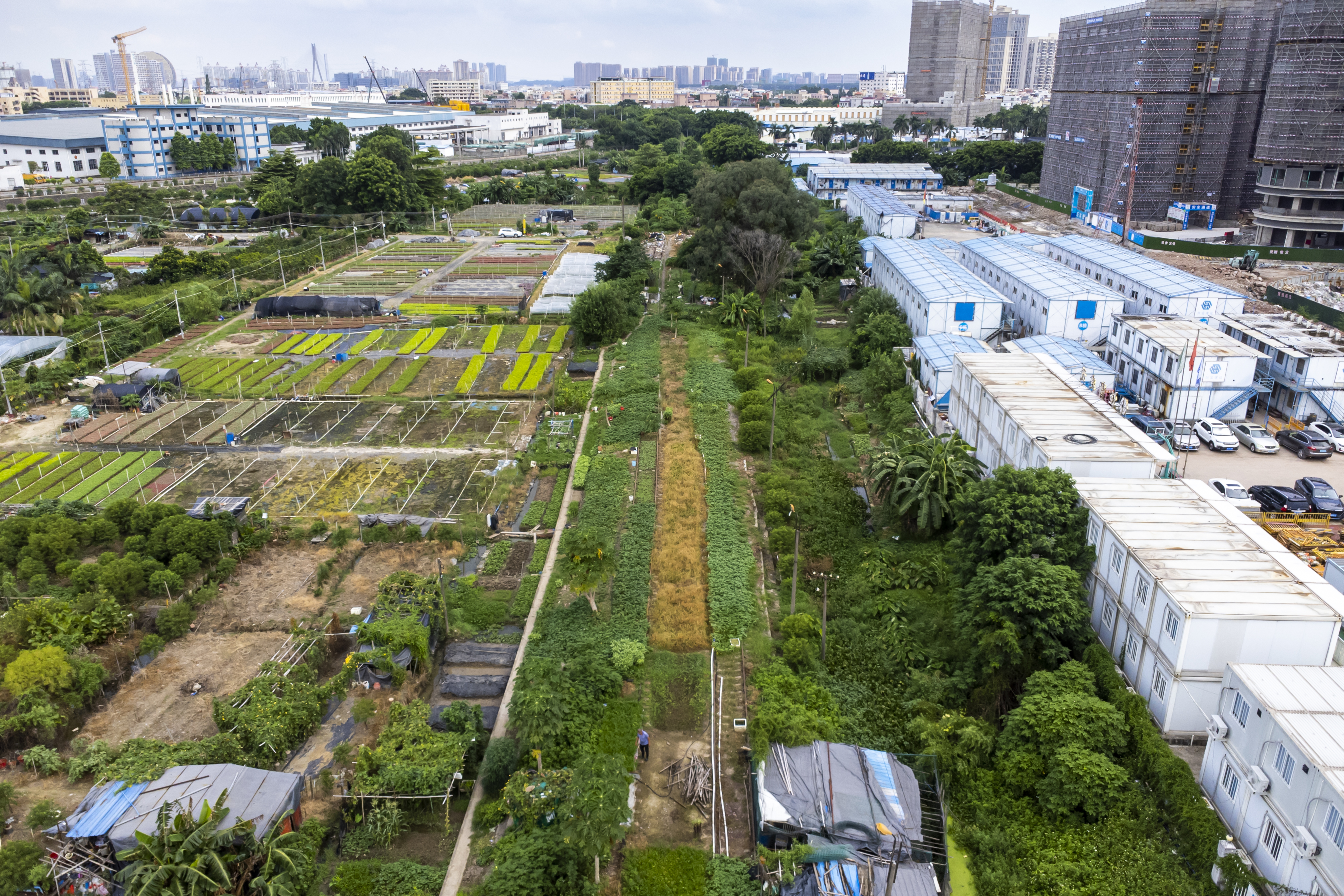
东漖段现状（2023年8月）

随着2013年广钢白鹤洞生产基地停产后，广钢专用线便停用至今。在花地河路段，沿线信号设备年久失修，线路范围长满杂草，但路轨仍大致保存完好。有铁路沿线的村民，利用铁轨的空间种花种菜；也有当地社区将路轨铺上水泥，便于行人横跨路轨。而广钢园区内路段，部分铁轨已被拆除，用于建设广钢中央公园或房地产开发项目。有机构指出，该线为中国大陆目前保留最长、最完整的工业铁路之一。

## 未来发展
早在2012年，荔湾区便提出建设数条介于地铁和公交间的地上铁“新交通系统”，当中连接东沙和滘口的线路便是利用广钢专用线建设。此后，又有利用该段铁路建设有轨电车的规划，但没有下文。
2022年，广州工控集团和广州市当局计划活化铁路。“广钢铁路小镇”已立项，将对铁路沿线进行商业化开发。首期计划开发东漖南路至西塱地铁站的路段。